# San Martín de Boniches
San Martín de Boniches es un municipio español de la provincia de Cuenca, en la comunidad autónoma de Castilla-La Mancha. Ubicado en la comarca de la Serranía Baja, tiene una población de 39 habitantes (INE 2024).

## Geografía
El municipio tiene un área de 69,77 km². La localidad está situada a una altitud de 1208 m sobre el nivel del mar.

## Historia
A mediados del siglo XIX, el lugar tenía contabilizada una población de 342 habitantes. Aparece descrito en el cuarto volumen del Diccionario geográfico-estadístico-histórico de España y sus posesiones de Ultramar de Pascual Madoz de la siguiente manera:

BONICHES (San Martin de): l. con ayunt. en la prov., adm. de rent. y dióc. de Cuenca (10 leg.), part. jud. de Cañete (3), aud. terr. de Albacete (18), c. g. de Castilla la Nueva (Madrid 34): está sit. en la ladera de un cerro elevado, que lo resguarda del viento N.: el clima es frio, y las enfermedades mas comunes, dolores de muelas y calenturas catarrales: tiene 76 casas inclusa la de concejo, divididas en una sola calle, cárcel, escuela para niños dotada con 300 rs., é igl. (San Martin) aneja de la de Boniches, servida por un cura-teniente: al lado izq. de una especie de plaza llamada Real, hay una fuente de buen agua con 3 caños, que ademas de surtir al vecindario, da riego á una huerta que prod. toda clase de legumbres y hortalizas: al lado izq. de la fuente un buen lavadero, y al der. 2 hermosos olmos, cuya sombra cubre la plaza y sirve de recreo durante el estío. En los afueras existen 2 ermitas, una de ellas (Santa Ana) en la veguilla de abajo, y la otra (Ntra. Sra. del Remedio) en la cañada del Alcacharque. Confina el térm. por N. con Boniches; E. Fuente el Espino; S. Henarejos, y O. Villar del Humo: el terreno es quebrado, generalmente flojo, y sus montes se hallan cubiertos de pinos, encinas y otras plantas. Nacen en el térm. 30 fuentes, una de ellas llamada del Cubillo, da origen á un riach. que lleva su curso por las 2 vegas y pasa inmediato al pueblo; en la veguilla de abajo, á la parte der. del r. existe otra fuente llamada del Huevo duro, cuyas aguas son medicinales y se utilizan especialmente para las enfermedades cutáneas. Los caminos dirigen á los l. limitrofes; la correspondencia se trae de Cuenca todos los sábados, y se lleva los miércoles. prod.: trigo rajal, cebada, avena, patatas, cáñamo, legumbres, hortalizas y miel de buena calidad; cria ganado lanar, cabrio, vacuno y cerdoso; caza de ciervos, venados, corzos, cabras, javalies, perdices, conejos y liebres; y pesca de barbos pequeños. ind.: la agricultura y ganadería; tambien se ocupan muchos de los vec. en hacer colmenas de pino, en estraer el grano sobrante y alguna madera al reino de Valencia: existen 5 fáb. de tejidos de lienzo y lana, y un molino harinero con una rueda. pobl.: 86 vec., 342 alm. cap. prod.: 532,120 rs. imp.: 26,606 rs., importe de los consumos 2,020 rs. 30 mrs.: el presupuesto municipal asciende á 1,200 rs. y se cubre por reparto vecinal.
(Madoz, 1846, pp. 396-397)

## Demografía
San Martín de Boniches cuenta con una población de 39 habitantes (INE 2024).
| Gráfica de evolución demográfica de San Martín de Boniches entre 1842 y 2021                                        |
| |
| Población de derecho según los censos de población del INE Población de hecho según los censos de población del INE |

| 1991 |  | 1996 |  | 2001 |  | 2004 |  | 2013 |  | 2015 |
| ---- |  | ---- |  | ---- |  | ---- |  | ---- |  | ---- |
| 98   |  | 111  |  | 86   |  | 92   |  | 49   |  | 48   |